# Frustração
Frustração é um estado emocional que acompanha a interrupção de um comportamento motivado, ou seja é um estado psíquico que resulta do bloqueio da motivação provocada por qualquer barreira que impede de alcançar um projeto ou objetivo esperado.
As fontes da frustração podem ser internas ou externas. As fontes internas da frustração envolvem deficiências pessoais como falta de confiança ou medo de situações sociais que impedem uma pessoa de alcançar uma meta; causas externas da frustração, por outro lado, envolvem condições fora do controle da pessoa, tais como uma estrada bloqueada ou falta de dinheiro, por exemplo.
Em termos de psicologia, o comportamento passivo-agressivo é um método de lidar com a frustração. Quando esta não funciona, outra "solução" comumente adotada é uma "regressão" (inconsciente, consciente ou simulacra) a um comportamento infantil e mimado, geralmente visando comover ou sensibilizar terceiros através de algum tipo de apelação emocional.

## Tipos de Frustração

#### Pessoais
As frustrações pessoais são aquelas em que o obstaculo reside no próprio indivíduo.[carece de fontes?]